# Cabane de Bertol
La Cabane de Bertol (3.311 m s.l.m. - in tedesco Bertol Hut) è un rifugio alpino situato al fondo della Val d'Arolla (laterale della Val d'Herens) sopra la località di Arolla (nel comune di Evolène).

## Caratteristiche e informazioni

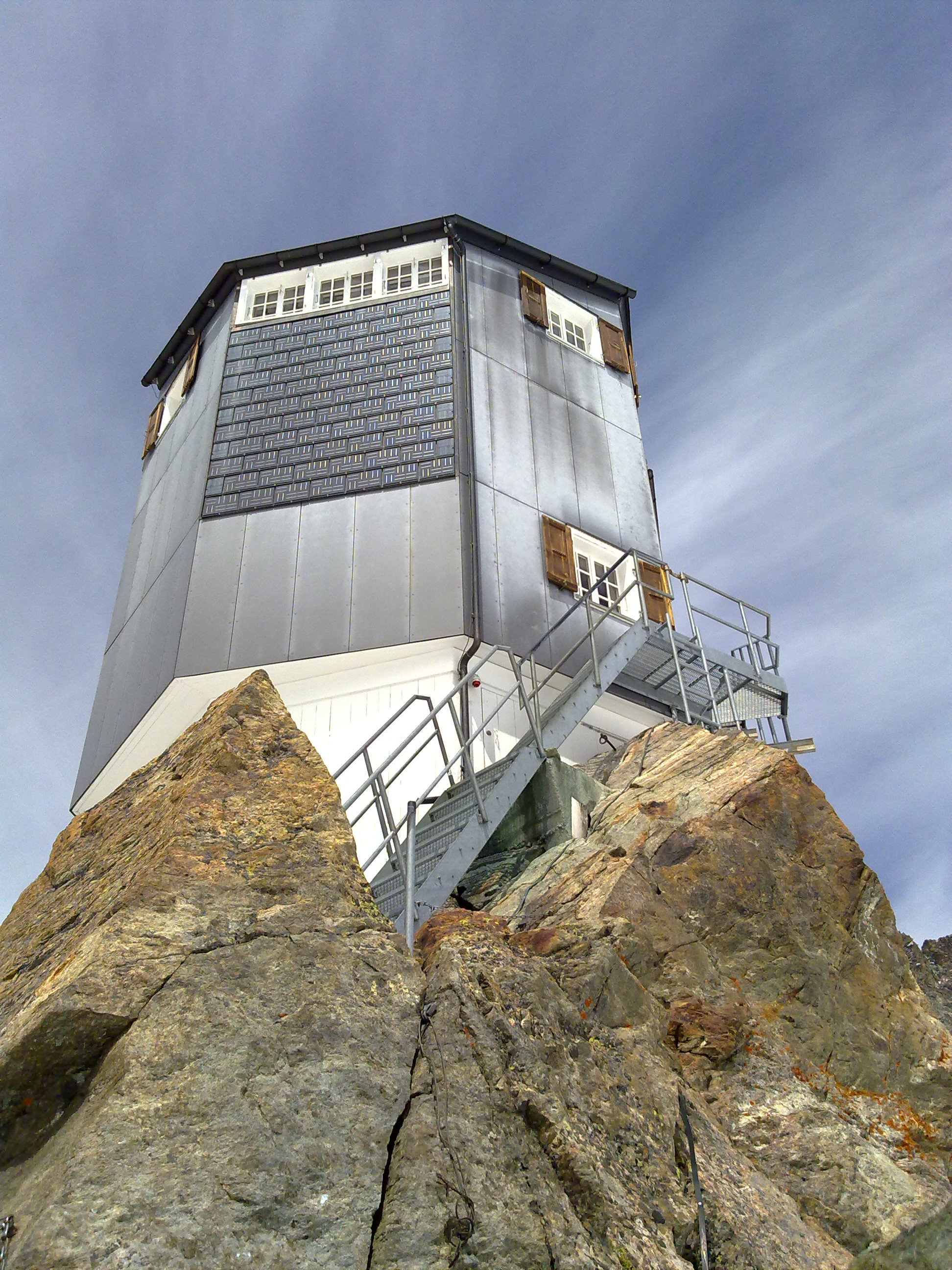
La cabane.

Il rifugio è situato lungo la cresta rocciosa tra la Pointe de Bertol (3.499 m) ed il Col de Bertol.
Si trova lungo l'Haute Route, percorso alpinistico che collega Chamonix con Zermatt.

## Accessi
L'accesso avviene in circa quattro ore partendo da Arolla.

## Ascensioni
- Tête de Valpelline - 3.802 m
- Tête Blanche - 3.724 m
- Pointe de Bertol - 3.499 m

## Traversate
- Cabane de la Dent-Blanche - 3.507 m
- Cabane des Vignettes - 3.157 m
- Rifugio Nacamuli al Col Collon - 2.818 m
- Rifugio Aosta - 2.788 m